# Uncinatera plicata
Uncinatera plicata är en svampdjursart som beskrevs av Topsent 1901. Uncinatera plicata ingår i släktet Uncinatera och familjen Uncinateridae. Inga underarter finns listade i Catalogue of Life.